# Pertusaria hartmannii
Pertusaria hartmannii är en lavart som beskrevs av Müll. Arg. Pertusaria hartmannii ingår i släktet Pertusaria och familjen Pertusariaceae.   Inga underarter finns listade i Catalogue of Life.